# 전종혁
전종혁(1996년 3월 21일 ~ )은 대한민국의 가수이다. 과거 축구 선수였으며 과거 포지션은 골키퍼였다.

## 클럽 경력
2018시즌을 앞두고 성남 FC에 입단하면서 커리어를 시작했다. 2018년 5월 26일에 열린 대전 시티즌과의 리그 경기에서 프로 데뷔전을 치렀다.
2021시즌을 앞두고 K리그2의 부천 FC 1995로 임대 이적했다.
2022시즌을 앞두고 부산 아이파크로 이적했다.
하지만 부상 등의 이유로 22시즌 단 한 경기도 출장하지 못했고, 부상으로 결국 이른 나이에 은퇴를 선언했다.

## 유튜브 활동
2019년 12월, 하루종혁이라는 이름의 유튜브 채널을 만들어 활동하고 있다. 주 컨텐츠는 노래 커버이다.

## 가수 활동
은퇴 후 MBN의 트로트 오디션인 불타는 트롯맨에 참여하는 것이 알려지며 훤칠한 키와 잘생긴 외모로 이목을 끌었다.

## 방송
- 2025년 5월 1일 MBN 특종세상 685회 출연

## 앨범
| 발매일     | Artist | 앨범 타입 | 앨범명   | 타이틀 곡 | 비고 |
| ---------- | ------ | --------- | -------- | --------- | ---- |
| 2020.12.24 | 전종혁 | 싱글      | 퇴근시간 | 퇴근시간  |      |